# Kofa jezik
Kofa jezik (kota; ISO 639-3: kso), čadski jezik skupine biu-mandara kojim govori oko 1 100 ljudi (2003) u nigerijskoj državi Adamawa.
Kofa govornici teritorijalno čine malenu enklavu okruženu Fulbama koji govore Fulfulde [fub].

## Vanjske poveznice
- Ethnologue (14th)
- Ethnologue (15th)